# Stereofomes
Stereofomes is een geslacht van schimmels behorend tot de familie Lachnocladiaceae. Het lectotype is Stereofomes nodulosus, maar deze is later overgeplaatst naar het geslacht Scytinostroma als Scytinostroma nodulosum.

## Soorten
Volgens Index Fungorum telt het geslacht drie soorten (peildatum maart 2023):
| Soortnaam               | Auteur(s)        | Publicatiejaar |
| ----------------------- | ---------------- | -------------- |
| Stereofomes palmicola   | S. Ito & S. Imai | 1940           |
| Stereofomes resupinatus | Rick             | 1928           |
| Stereofomes terrestris  | Rick             | 1930           |